# Домброва (Ряшівський повіт)
Домброва (пол. Dąbrowa) — село в Польщі, у гміні Свільча Ряшівського повіту Підкарпатського воєводства.
Населення — 1047 осіб (2011).
У 1975-1998 роках село належало до Ряшівського воєводства.

## Демографія
Демографічна структура станом на 31 березня 2011 року:
|          | Загалом | Допрацездатний вік | Працездатний вік | Постпрацездатний вік |
| -------- | ------- | ------------------ | ---------------- | -------------------- |
| Чоловіки | 502     | 126                | 323              | 53                   |
| Жінки    | 545     | 120                | 325              | 100                  |
| Разом    | 1047    | 246                | 648              | 153                  |